# Harald Blüchel
Harald Blüchel (* 19. Februar 1963 in Nürnberg) ist ein deutscher Komponist, Pianist und Musikproduzent. Unter dem Künstlernamen Cosmic Baby wurde er zwischen 1989 und 1999 in der Techno- und Trance-Musik zu einem Protagonisten in Deutschland. Seit dem Jahr 2000 spielt er unter seinem bürgerlichen Namen mit seinen Kompositionen vor allem (Neo-)Klassik.

## Leben
Harald Blüchel erhielt als Kind im Alter von sieben Jahren am Nürnberger Konservatorium eine Ausbildung zum Klassik-Pianisten. Später orientierte er sich an deutschen Gruppen der elektronischen Musik wie Cluster, Tangerine Dream und Kraftwerk. 1987 zog Blüchel nach West-Berlin und studierte an der Hochschule der Künste (heute UdK) Komposition. 1988 näherte er sich der gerade entstehenden Techno- und Trance-Bewegung.
Seine Musik zeichnet sich aus durch treibende Arpeggios, übereinander gelagerten Sequenzer-Figuren und betonten Melodien. Ein Beispiel hierfür ist das im September des Jahres 1992 bei Mark Reeders Label MFS erschienene erste Cosmic-Baby-Album Stellar Supreme. Parallel dazu musizierte er mit Paul van Dyk unter dem Namen The Visions of Shiva und veröffentlichte die Single Perfect Day. Außerdem brachte er zusammen mit Mijk van Dijk auf MFS eine gemixte Trance-CD heraus: Tranceformed from beyond.
1993 erschien in Zusammenarbeit mit Kid Paul unter dem Namen Energy 52 die Trance-Hymne Café del Mar, die zu einem der weltweit bekanntesten Lieder dieser musikalischen Richtung wurde. Außerdem wurde die zweite Visions-of-Shiva-Single How much can you take? veröffentlicht. Im selben Jahr wechselte Blüchel zu Logic Records und konzentrierte sich auf sein Solo-Projekt. Im Januar 1994 veröffentlichte er die Single Loops of Infinity, die es als eine der ersten Trance-Produktionen bis in die Deutschen Charts schaffte. Im April folgte sein zweites Album Thinking about myself.
1995 verließ er Logic Records und gründete sein eigenes Label Time out of Mind, auf dem er sich deutlich vom klassischen Trance-Sound entfernte und in folgenden Jahren Alben wie Stunde Null, Fourteen Pieces oder Kinetik herausbrachte.
Neben Komponist und Produzent war Blüchel Live-Performer: Weltweit trat er in Clubs und den größer werdenden Rave-Events auf (Mayday, Time Warp, Tribal Gathering u. a.). 1997 wurde er (als erster Techno-Künstler überhaupt) zu Rock am Ring/Rock im Park eingeladen.
Daneben schrieb Blüchel auch Musik für die Theaterbühne. In Zusammenarbeit mit dem Pyro Space Ballet hatte das Techno-Musical Futura im April 1994 in der Akademie der Künste Berlin (AdK) Premiere. Zwei Jahre später bekam er 1996 das Angebot, den Soundtrack zu Max Frischs Theaterstück Andorra im Staatstheater Stuttgart unter der Regie von Crescentia Dünßer & Otto Kukla zu realisieren.
1998 veröffentlichte Blüchel bei Intercord das Album Heaven und die beiden Singles Lucifer und Sketches in Spring.
Ende 1999 zog er sich aus der Techno-Szene zurück und widmete sich in den darauf folgenden Jahren vor allem dem Komponieren von klassisch-zeitgenössischer Musik für Theaterproduktionen. So entstanden 2000 eine Musik für Streichquartett für die Video-Oper Memory und 2003 die Musik für Sopran & Countertenor & Harddiskrecording für Susan Sontags Theaterstück Die Frau vom Meer – beides für das Theater am Neumarkt / Zürich unter der Regie von Otto Kukla.
2002 lernte Blüchel den Musikproduzenten Christopher von Deylen (Musikprojekt Schiller) kennen. Daraus entstand das Projekt Bluechel & von Deylen. Im Januar 2004 erschien das erste gemeinsame Album Bi Polar. Noch im selben Jahr erschien das Folgealbum Mare Stellaris als Soundtrack für die Lange Nacht der Sterne in deutschen Planetarien.
Mit seiner Zauberberg-Trilogie, Blüchels von Thomas Manns Roman inspirierten ersten Solo-Veröffentlichungen unter seinem bürgerlichen Namen, kreiert der Musiker eher experimentelle, die Tradition der klassischen Moderne fortführende „Hörstücke“, die man mit „Dark Ambient“ oder „moderne Kunstmusik“  vergleichen kann. Der im September 2006 veröffentlichte erste Teil, Die Toteninsel, wurde inspiriert von einem gleichnamigen Gemälde von Arnold Böcklin. Im April 2007 ist der zweite Teil caged erschienen, einem Wortspiel, das zum einen auf John Cage, zum anderen auf das „Gefangensein“ (Englisch: cage = Käfig) und dem Innenleben einer Person, die „der Welt abhanden gekommen ist“ (Zitat Booklet/Website), verweist.
Dazwischen hat der Künstler im Dezember 2006 als Cosmic Baby das ursprünglich zwischen 1997 und 1999 entstandene Electro-Pop-Album Industrie & Melodie herausgebracht sowie im September 2007 die bereits 1996 entstandenen Works 1996.1 - Somnambul und Works 1996.2 - Hundeherz veröffentlicht.
Auch hat Blüchel seine Theaterarbeit fortgesetzt und 2006 an einer weiteren musikalischen Umsetzung für Max Frischs Theaterstück Andorra gearbeitet, die (mit neuen Kompositionen ohne Bezug zur 1996er Stuttgarter Aufführung) in der Inszenierung von Regisseurin Tina Lanik für das Hamburger Schauspielhaus am 19. März 2006 Premiere hatte. 2007 folge eine Vertonung von Federico García Lorcas Theaterstück Bernarda Albas Haus in der Inszenierung von Hans Neuenfels für das Schauspiel Köln. 2009 fand im Mai die Premiere von Danach: Wie Robinson!? im Berliner Theater unterm Dach statt (nach Arno Schmidt, Regie: Lina Antje Gühne), im Oktober war die Erstaufführung von Tannöd im Hamburger Schauspielhaus (nach Andrea Maria Schenkel unter der Regie von Crescentia Dünßer). 2010 folgte eine erneute Zusammenarbeit zwischen Blüchel und dem Berliner Theater unterm Dach: Das Stück Eislaufen thematisierte Leben und Werk der Dichterin Inge Müller und hatte, produziert von der Gruppe Kollegen & Gühne, am 18. Februar 2010 Premiere.
Seit 2016 kehrte Blüchel nach mehreren Jahren des Flügel-Spielens und dem Umzug von Berlin nach Fürstenberg/Havel, wo er im Ortsteil Himmelpfort lebt, mit Soloklavierkonzerten auf die Bühne zurück. Ihre Berlin-Premiere hatten diese vom Künstler „Werkstattkonzerte“ genannten Aufführungen am 28. November 2016 in der Volksbühne/Roter Salon. Seinen neuen Kompositionsstil, den Blüchel als „Klaviermusik der New Yorker Minimal Musik-Schule“ bezeichnet, enthält aus den Bereichen der Minimal Music Bezüge zu Werken von Steve Reich, Philip Glass und Simeon ten Holt sowie Verbindungen zu neoklassischen Künstlern wie Ludovico Einaudi, Yann Tiersen oder Max Richter.

## Zusammenarbeiten
- The Visions of Shiva (mit Paul van Dyk)
- Veinmelter (mit Jonzon)
- Energy 52 (mit Kid Paul)
- Bluechel & von Deylen (mit Christopher von Deylen)

## Diskografie

### Singles und EPs
- 1985 - Chanson Deux: Tagelang und nächtelang (Kassettenveröffentlichung)
- 1989 - De Luxe 63: E (Three Projects Of De Luxe 63) (Big Sex Records)
- 1991 - Cosmic Enterprises: Tao (White Label)
- 1992 - Cosmic Baby: Stellar Supreme (MFS)
- 1992 - Cosmic Baby: Transcendental Overdrive (MFS)
- 1992 - Cosmic Baby: Cosmikk Trigger (ESP)
- 1992 - GTO Remixes Cosmic Babies (MFS)
- 1992 - Cosmic Baby: 23 (MFS)
- 1992 - Cosmic Baby: Oh Supergirl (ESP)
- 1993 - Cosmic Baby: The Cosmic, very Cosmic EP (MFS)
- 1993 - Cosmic Baby: Heaven’s Tears (MFS)
- 1994 - Cosmic Baby: Loops of Infinity (Logic)
- 1994 - Cosmic Baby: Loops of Infinity Remixes (Logic)
- 1994 - Cosmic Baby: Fantasia
- 1994 - Cosmic Baby: A Tribute to Blade Runner, Part 1 (EastWest)
- 1995 - Cosmic Baby: A Tribute to Blade Runner, Part 2 (EastWest)
- 1995 - Cosmic Inc.: Futura (Logic)
- 1995 - Cosmic Baby: Cosmic greets Florida (Logic)
- 1998 - Cosmic Baby: Lucifer (Intercord)
- 1999 - Cosmic Baby: Sketches in Spring
- 2008 - Cosmic Baby: Cosmikk Trigger (Download Re-Release, enthält u. a. neue Stücke)
- 2008 - Cosmic Baby: Hommage a Blade Runner (Download Re-Release, enthält u. a. neue Stücke)

### Alben
- 1986 - Chanson Deux: Hinter den Dingen
- 1992 - Cosmic Baby: Stellar Supreme (MFS)
- 1994 - Cosmic Baby: Thinking about myself (Logic)
- 1995 - Cosmic Inc.: Futura (Logic)
- 1995 - Cosmic Baby: Stunde Null (Time out of Mind)
- 1995 - Cosmic Baby: Fourteen Pieces (Time out of Mind)
- 1996 - Cosmic Baby: Kinetik (Time out of Mind)
- 1997 - Cosmic Baby: Musik zu Andorra (Time out of Mind)
- 1998 - Cosmic Baby: Heaven (Intercord)
- 2004 - Bluechel & von Deylen: Bi Polar
- 2004 - Bluechel & von Deylen: Mare Stellaris
- 2006 - Harald Blüchel: Die Toteninsel (Zauberberg-Trilogie Teil 1)
- 2006 - Cosmic Baby: Industrie und Melodie
- 2007 - Harald Blüchel: caged (Zauberberg-Trilogie Teil 2)
- 2007 - Cosmic Baby: Works 1996.1 - Somnambul (nur als Download)
- 2007 - Cosmic Baby: Works 1996.2 - Hundeherz (nur als Download)
- 2008 - Cosmic Baby: Sternsprung (nur als Download)
- 2009 - Harald Blüchel: Electric Chamber Music (Zauberberg-Trilogie Teil 3)